# Modou Bamba Gaye
Modou Bamba Gaye, teils auch nur Bamba Gaye (* 20. Jahrhundert) ist ein Politiker im westafrikanischen Staat Gambia.

## Leben
| Parlamentswahl | Stimmen | Stimmanteil |
| -------------- | ------- | ----------- |
| 2012           | 2.764   | 63,08 %     |

Bei den Parlamentswahlen 2012 trat er bei den Nachwahlen für den Wahlkreis Lower Saloum am 6. August 2015 als Mitglied der National Reconciliation Party (NRP) an. Die Nachwahl war nötig, da der vorherige Abgeordnete für Lower Saloum Pa Malick Ceesay aus der Partei Alliance for Patriotic Reorientation and Construction (APRC) entlassen worden war. Gaye konnte sich gegen seinen Gegenkandidaten Kebba Touray (APRC) behaupten. Mitte September 2015 wurde er in der Nationalversammlung vereidigt.
Gaye gehörte der Coalition 2016 an, die sich vor der Präsidentschaftswahl 2016 gebildet hatte.